# Marcel Reece
Marcel Antoine Wayne Reece (Inglewood, 23 giugno 1985) è un dirigente sportivo ed ex giocatore di football americano statunitense. Da giocatore ha militato nel ruolo di fullback per gli Oakland Raiders e i Seattle Seahawks della National Football League (NFL). Come dirigente ha ricoperto il ruolo di vice presidente senior e capo dello staff dei Las Vegas Raiders. 

## Carriera universitaria
Reece si mise in evidenza come atleta nella Hesperia High School dove praticò il football, come wide receiver, ma anche pallacanestro e atletica leggera. Nel 2014 si iscrisse al Chaffey College dove giocò coi Panthers, quindi nel 2005 passò all'El Camino College con i Warriors e infine nel 2006 alla Washington University con gli Huskies impegnati nell'allora Pac-10 Conference della Divisione I della Football Bowl Subdivision (FBS) della NCAA.
| Stagione | Stagione   | Stagione   | Stagione | Stagione | Corsa | Corsa | Corsa | Corsa | Corsa |     | Ricezioni | Ricezioni | Ricezioni | Ricezioni | Ricezioni |
| Anno     | Squadra    | Conference | P        | PT       | Corsa | Corsa | Corsa | Corsa | Corsa |     | Ricezioni | Ricezioni | Ricezioni | Ricezioni | Ricezioni |
| Anno     | Squadra    | Conference | P        | PT       | Att   | Yard  | Media | Lung  | TD    | Ric | Yard      | Media     | Lung      | TD        |           |
| -------- | ---------- | ---------- | -------- | -------- | ----- | ----- | ----- | ----- | ----- | --- | --------- | --------- | --------- | --------- | --------- |
| 2006     | Washington | Pac-10     | 11       | 1        | 2     | 9     | 4,5   | 8     | 0     | 9   | 219       | 24,3      | 69        | 1         |           |
| 2007     | Washington | Pac-10     | 13       | 13       | 3     | 19    | 6,3   | 9     | 0     | 39  | 761       | 19,5      | 98        | 8         |           |
| Totale   | Totale     | Totale     | 24       | 14       | 5     | 28    | 5,6   | 8     | 0     | 48  | 980       | 20,4      | 98        | 9         |           |

Fonte: Washington Huskies
In grassetto i record personali in carriera

## Carriera professionistica

### Giocatore

#### Miami Dolphins
Reece firmò il 29 aprile 2008 come free agent con i Miami Dolphins, dopo non esser stato scelto al draft NFL 2008. Il 5 maggio venne immediatamente svincolato.

#### Oakland Raiders
Il 13 maggio firmò con gli Oakland Raiders con il ruolo di wide receiver, un contratto di 3 anni per un totale di 925.000 dollari. Il 30 agosto venne svincolato per poi rifirmare due giorni dopo con la squadra di allenamento. Il 26 dicembre fu promosso in prima squadra, concludendo la stagione senza scendere in campo. L'anno successivo il 5 settembre 2009 venne svincolato per poi firmare due giorni dopo nuovamente con la squadra di allenamento. Il 25 dicembre fu nuovamente promosso, debuttando da professionista il 27 contro i Cleveland Browns. Chiuse giocando 2 partite con 2 ricezioni per 20 yard totali.
Nella stagione 2010 venne spostato nel ruolo di fullback, giocò la sua prima partita da titolare il 12 settembre contro i Tennessee Titans, mentre il suo primo touchdown in carriera lo realizzò contro gli Houston Texans il 3 ottobre. Concluse la stagione giocando 16 partite di cui 10 da titolare con 25 ricezioni per 33 yard e 3 TD su ricezione, oltre a 30 corse per 122 yard e un TD. Nel 2011 durante il primo quarto della partita vinta contro i New York Jets il 25 settembre 2011 subì un infortunio alla caviglia, che lo costrinse a saltare ben 4 partite. Ritornò dall'infortunio concludendo la stagione giocando 12 partite di cui 6 da titolare con 27 ricezioni per 301 yard e 2 TD, oltre a 17 corse per 112 yard. Venne scelto come Pro Bowl alternativo.
L'11 settembre 2012 rifirmò con i Raiders un contratto di due anni per un totale di 1,963 milioni di dollari. Il 4 novembre contro i Tampa Bay Buccaneers fece il suo unico touchdown della stagione su una ricezione di 13 yard. Chiuse la stagione giocando 16 partite di cui 14 da titolare, 52 ricezioni per 496 yard e un TD, oltre a 59 corse per 271 yard. Il 21 gennaio 2012 fu convocato per il suo primo Pro Bowl in sostituzione di Vonta Leach impegnato coi Baltimore Ravens nel Super Bowl XLVII. Il 13 settembre 2013 firmò un'estensione di 3 anni per un valore di 12,45 milioni di dollari (4,2 milioni garantiti), inclusi 3,523 milioni di bonus alla firma. Nella settimana 2 del 2013 contro i Jacksonville Jaguars realizzò il suo primo TD stagionale con una corsa di 11 yard. Nella partita successiva contro i Denver Broncos realizzò un TD su 16 yard di ricezione sul lancio del running back Darren McFadden. Nella settimana 12 contro i Tennessee Titans segnò un TD su una ricezione da 27 yard. Nella settimana 14 contro i New York Jets giocò da titolare come running back realizzando un TD di 63 yard, concludendo la gara con un totale di 123 yard su corsa e 38 su ricezione. A fine stagione fu premiato con la seconda convocazione al Pro Bowl in carriera e inserito nel Second-team All-Pro. Chiuse la stagione giocando 16 partite, tutte tranne una come titolare, con 32 ricezioni per 331 yard e 2 TD e 218 yard corse e altri 2 TD.
Nel quattordicesimo turno della stagione 2014, Reece segnò il suo primo touchdown stagionale su passaggio del quarterback rookie Derek Carr, contribuendo alla vittoria a sorpresa sui San Francisco 49ers. Il 23 dicembre fu convocato per il terzo Pro Bowl in carriera. Fu selezionato anche l'anno successivo, ma pochi giorni dopo fu sospeso per quattro partite per uso di sostanze dopanti, rendendolo ineleggibile per partecipare all'evento.
Il 26 settembre 2016 Reece fu svincolato dai Raiders.

#### Seattle Seahawks
Il 6 dicembre 2016, Reece firmò con i Seattle Seahawks.
Il 28 luglio 2017 Reece firmò per un altro anno con i Seahawks ma fu poi svincolato il 2 settembre 2017.

### Dirigente sportivo

#### Las Vegas Raiders
Dal 2019 Reece svolse il ruolo di analista per la rete televisiva della NFL. L'11 settembre 2020 i Raiders, trasferitesi a Las Vegas, annunciarono il ritorno di Reece come dirigente sportivo nel ruolo, appositamente creato, di consigliere senior del proprietario e del presidente della squadra e poi, in meno di due anni, fu chief people officer quindi, dal maggio 2022, vice presidente senior e capo dello staff. Il 28 febbraio 2023 Reece si dimise dai suoi ruoli dirigenziali nei Raiders.

## Palmarès

### Individuale
- Convocazioni al Pro Bowl: 4

2012, 2013, 2014, 2015
- Second-team All-Pro: 1

2013

## Statistiche

### Stagione Regolare
| 2008   | OAK    | 0  | 0  | –   | –   | –   | –  | – | –   | –     | –    | –  | –  | – | – |
| 2009   | OAK    | 2  | 0  | –   | –   | –   | –  | – | 2   | 20    | 10,0 | 11 | 0  | – | – |
| 2010   | OAK    | 16 | 10 | 30  | 122 | 4,1 | 31 | 1 | 25  | 333   | 13,3 | 73 | 3  | 1 | 1 |
| 2011   | OAK    | 12 | 6  | 17  | 112 | 6,6 | 26 | 0 | 27  | 301   | 11,1 | 47 | 2  | 1 | 1 |
| 2012   | OAK    | 16 | 14 | 59  | 271 | 4,6 | 17 | 0 | 52  | 496   | 9,5  | 56 | 1  | 2 | 0 |
| 2013   | OAK    | 16 | 15 | 46  | 218 | 4,7 | 63 | 2 | 32  | 331   | 10,3 | 45 | 2  | – | – |
| 2014   | OAK    | 15 | 15 | 21  | 85  | 4,0 | 11 | 0 | 37  | 265   | 7,2  | 19 | 1  | 1 | 1 |
| 2015   | OAK    | 15 | 7  | 10  | 36  | 3,6 | 12 | 0 | 30  | 269   | 9,0  | 55 | 3  | – | – |
| 2016   | SEA    | 4  | 0  | 2   | 0   | 0   | 0  | 0 | 5   | 73    | 14,6 | 31 | 0  | – | – |
| 2017   | SEA    | 0  | 0  | –   | –   | –   | –  | – | –   | –     | –    | –  | –  | – | – |
| Totale | Totale | 96 | 67 | 185 | 844 | 4,6 | 63 | 3 | 210 | 2.088 | 9,8  | 73 | 12 | 5 | 3 |

### Playoff
| 2016   | SEA    | 2 | 1 | 1 | 0 | 0 | 0 | 0 | 2 | 15 | 7,5 | 10 | 0 | 0 | 0 |
| Totale | Totale | 2 | 1 | 1 | 0 | 0 | 0 | 0 | 2 | 15 | 7,5 | 10 | 0 | 0 | 0 |

Fonte: Football Database
In grassetto i record personali in carriera — Statistiche aggiornate alla stagione 2017